# Е-8 (космический аппарат)
Е-8 — серия советских автоматических межпланетных станций (АМС) для исследования Луны. Серия Е-8 условно относится к «третьему поколению» советских лунных АМС (к первому поколению относились АМС серий Е-1, Е-1А, Е-2, Е-2А, Е-3, Е-5, ко второму — Е-6, Е-6М, Е-6С, Е-6ЛС, Е-6ЛФ).

## Разработка
Разработка началась в 1960 году. Первоначально, с 1960 года, разработка аппаратов серии Е-8 шла в ОКБ-1. Луноходом занимался проектный отдел М. К. Тихонравова. Затем, в марте — апреле 1965 года, разработка перешла к Конструкторскому Бюро Машиностроительного завода имени С. А. Лавочкина (МЗЛ), возглавляемое Г. Н. Бабакиным.

### Лётные испытания
19 февраля 1969 года с космодрома Байконур был произведён запуск четырёхступенчатой ракеты-носителя 8К82К с космическим аппаратом Е-8 №201. Во время прохождения зоны максимального скоростного напора возникли аэродинамические вибрации, при этом из-за ошибочных расчётов на прочность нового головного обтекателя на 51,4 секунде полёта произошло разрушение узлов крепления его створок. Обломки головного обтекателя, пролетев вдоль блока Д, третьей и второй ступеней, столкнулись с баками первой ступени, пробив их оболочку. В результате произошёл контакт самовоспламеняющихся компонентов топлива, завершившийся взрывом на 53-й секунде полёта, полностью разрушившем ракету.

## Модификации

### Е-8-5, Е-8-5М
Модификации Е-8, предназначавшиеся для посадки на Луну, и доставки лунного грунта с Луны на Землю.
- Луна-15 — запущена 13 июля 1969. Посадка не удалась, станция упала на поверхность Луны в Море Кризисов;
- Луна-16 — первая советская АМС доставившая грунт, весом 101 г, с Луны. Совершила посадку в Море Изобилия;
- Луна-18 — запущена 7 сентября 1971. Посадка не удалась, станция упала на поверхность Луны в Море Изобилия;
- Луна-20 — запущена 25 февраля 1972. Совершила посадку в Море Изобилия. Доставила на Землю 55 грамм реголита;
- Луна-23 — запущена 28 октября 1974. Совершила посадку на поверхности Луны в южной части Моря Кризисов. Во время посадки станции было повреждено грунтозаборное устройство, что сделало невозможным выполнение программы полёта. Принято решение провести работу со станцией по сокращённой программе;
- Луна-24 — запущена 22 августа 1976. Совершила посадку в Море Кризисов. Доставила на Землю 170 грамм реголита.

Всего было произведено 11 запусков этой модификации, из них 3 - не вышли на орбиту Земли (Е-8-5 №402, Е-8-5 №405, Е-8-5М № 412), и 2 - не достигли Луны (Космос-300 и Космос-305).

### Е-8, Е-8М(?)
Е-8М — модификация Е-8, предназначенная для доставки на поверхность Луны луноходов.
Было произведено 3 запуска данной модификации:
Е-8 №201 первый запуск АМС серии Е-6. Состоялся 19 февраля 1969 года. Закончился неудачей.
«Луна-17» (Станция Е-8 №203) — АМС, доставившая первый планетоход в мире — Луноход-1 на Луну.
«Луна-21» (Е-8 №204) — АМС, доставившая Луноход-2 на Луну.
Е-8 №205 запуск планировался на 1977 год. Был отменён. После отмены запуска луноход 8ЕЛ №205
был передан в музей НПО имени Лавочкина.

### Е-8ЛС
Е-8ЛС — тяжелый спутник Луны, предназначавшийся для телесъёмки с высоким разрешением предполагаемых районов посадки сначала лунохода, а потом и лунной кабины.
Общая масса станции после выхода на селеноцентрическую орбиту составила 4100 кг вместе с модулем КТ, причём весь полёт по орбите совершался вместе с этой ступенью.
С посадочной ступени КТ были сняты трапы для съезда лунохода и доплеровская аппаратура. Навесные отсеки были сделаны неотделяемыми. В качестве приборного отсека был использован корпус лунохода без шасси и радиоизотопного генератора. Вследствие изменения условий освещенности на орбите по сравнению с поверхностью Луны радиатор-охладитель был перемещен с верхнего дна приборного отсека на боковую поверхность. На освободившееся место были установлены дополнительные фотоэлементы солнечной батареи, в результате чего максимальная мощность СБ вместе с основной поворотной панелью составила 240 Вт. Она же служила радиатором-нагревателем.
Для получения изображений лунной поверхности на борту аппарата были установлены две оптико-механические телевизионные камеры, аналогичные телекамерам, установленным на луноходах и посадочных платформах КТ, но доработанные для условий полета по орбите. В результате доработки сканирование осуществлялось только в одной плоскости, перпендикулярной направлению движения КА (строчная развертка). Развертка в другой плоскости осуществлялась за счет движения самого аппарата (кадровая развертка). Скорость сканирования составляла 4 строки в секунду, а угол зрения по строке был увеличен до 185°.
Всего запущено 2 АМС данной модификации:
1. «Луна-19» (Е-8ЛС № 202) запущена 28 сентября 1971 10:00:22. Вышла на орбиту Луны 3 октября 1971.
2. «Луна-22» (Е-8ЛС № 220) запущена 1974.05.29 08:56:51. Выход на орбиту Луны состоялся 1974.06.02.